# Pont de Lully
Le pont de Lully est un pont routier et piéton sur l'Aire, situé dans le canton de Genève, sur le territoire de la commune de Bernex (Suisse).

## Localisation
Le pont de Lully est le deuxième pont le plus en amont de l'Aire après son entrée en Suisse. Ce pont est nommé ainsi en référence au village de Lully qui se trouve sur la rive gauche du pont.

## Histoire
Un projet, approuvé par le Grand Conseil du canton de Genève en 2007, ouvre un crédit de plus de 8,112 millions de francs suisses pour la démolition du pont et la construction d'un nouveau pont à l'emplacement actuel, ceci dans le cadre de la renaturation de l'Aire et de la sécurisation du village de Lully. Ce projet vise également la réalisation d'une nouvelle passerelle sur l'Aire pour piétons et cycles en amont, à la hauteur de Certoux, pour 2010. Le coût final se monte à 7,4 millions de francs.

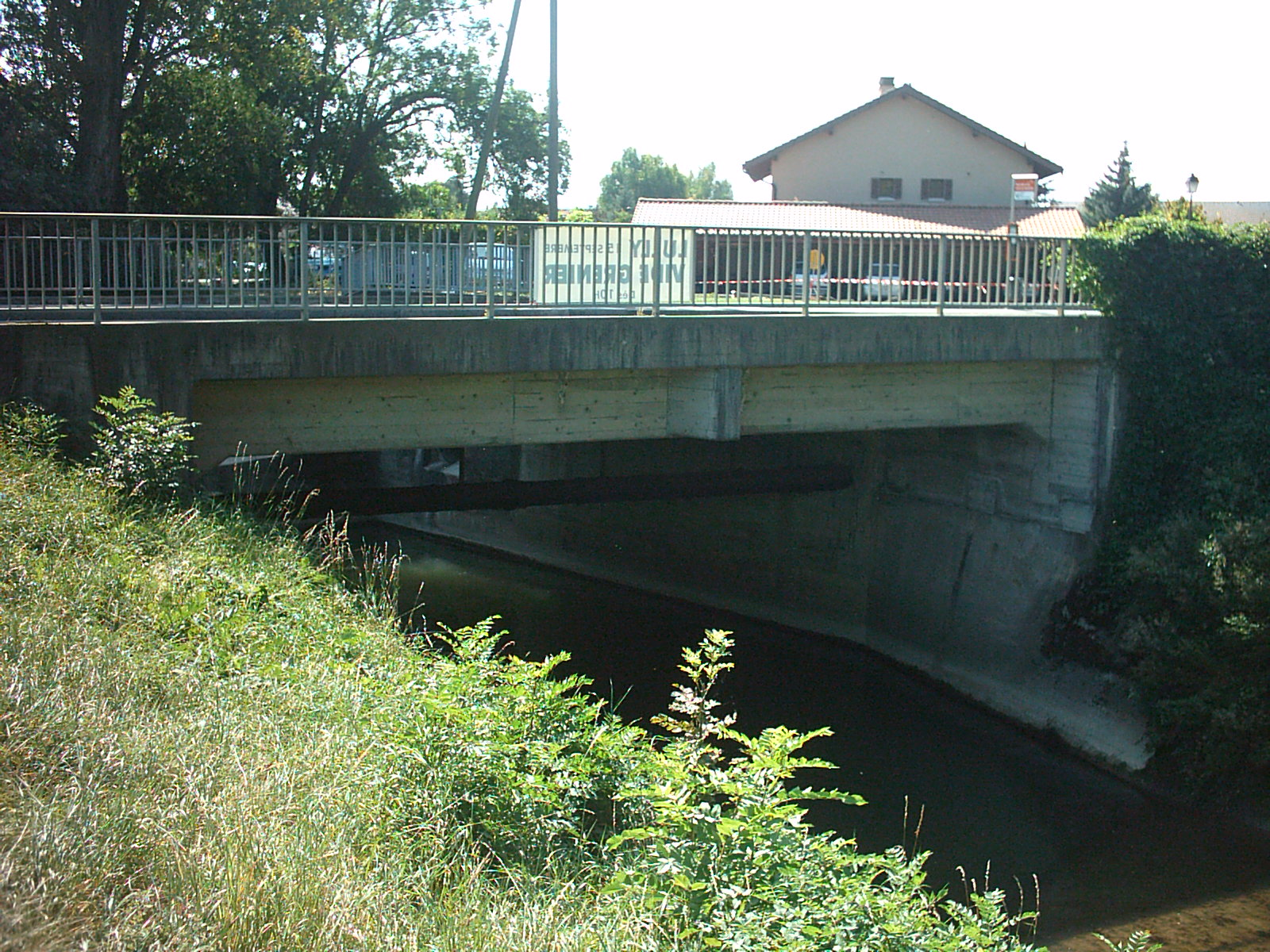
L'ancien pont de Luly.

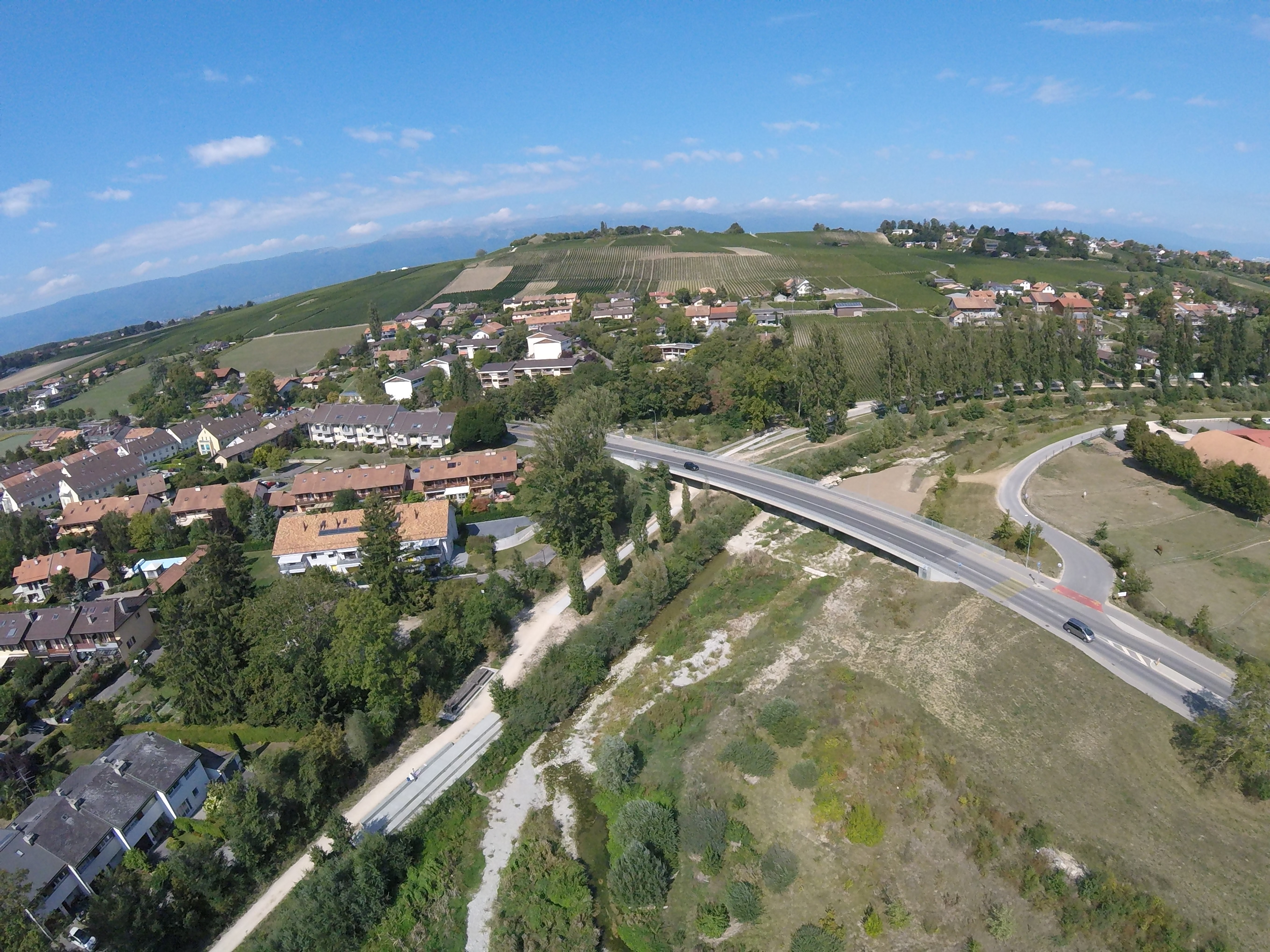
Pont de Lully en 2015, vue aérienne.

Le chantier lié à la construction du nouveau pont débute le 12 septembre 2007 par l'abattage des arbres situés à proximité du pont. C'est en mars 2008 que le trafic est dévié sur un pont provisoire situé quelques mètres en aval pour permettre la démolition puis la reconstruction du pont. L'inauguration officielle du nouvel ouvrage, mis en service en mai 2009, a lieu le 3 septembre 2009.

## Sources